# Jíst, meditovat, milovat
Jíst, meditovat, milovat (v anglickém originále Eat Pray Love) je americké filmové drama a komedie z roku 2010. Hlavní roli ztvárníla Julia Robertsová jako spisovatelka. Film byl natočen podle stejnojmenné knihy americké spisovatelky Elizabeth Gilbertové. Spoluautorem scénáře a režisérem filmu je Ryan Murphy. V amerických kinech měl film premiéru 13. srpna 2010, v českých kinech 14. října 2010. 

## Děj
Čerstvě rozvedená americká spisovatelka Elizabeth Gilbertová (Julia Robertsová) z New Yorku se vydává na cestu kolem světa. Na svých cestách navštíví Itálii, Indii a nakonec Bali. 

## Obsazení
| Julia Robertsová | Elizabeth Gilbertová                                                  |
| Javier Bardem    | Felipe, muž, do kterého se Elizabeth během své cesty zamiluje         |
| Billy Crudup     | Steven, Elizabetin bývalý manžel                                      |
| Richard Jenkins  | Richard, muž z Texasu, který se Elizabeth ujme v Indii v ášramu       |
| Viola Davis      | Delia Shiraz, nejlepší kamarádka Elizabeth                            |
| James Franco     | David, muž, s kterým má Elizabeth vztah během svého rozvodu           |
| Sophie Thompson  | Corella, žena v indickém ášramu                                       |
| Mike O'Malley    | Andy Shiraz, Deliin manžel                                            |
| Christine Hakim  | Wayan, Elizabetina nejlepší kamarádka v Bali                          |
| Hadi Subiyanto   | Ketut Liyer, Elizabetin poradce v Bali                                |
| Tuva Novotny     | Sofi, Elizabetina nejlepší kamarádka ze Švédska v Římě                |
| Luca Argentero   | Giovanni, Elizabetin italský soukromý učitel, zamiluje se do něj Sofi |

## Natáčení
Natáčení filmu začalo v srpnu 2009. Film se natáčel v New Yorku (USA), Římě a Neapoli (Itálie), Dillí a Pataudi (Indie), v Ubudu a na pláži Padang-Padang na Bali (Indonésie). 
Představitelé hinduismu vyjádřili obavy ohledně natáčení filmu, a tak speciální poradci dohlédli, aby zajistili, že film sděluje přesný odraz života v ašrámu. Dvě ženy na Bali hrají indonéské herečky Hadi Subiyanto a Christine Hakim.

## Soundtrack
Píseň „Dog Days Are Over“ od Florence and the Machine se objevuje v propagačních reklamách k filmu, stejně jako „Sweet Dipsposition“ od The Temper Trap a „Good Life“ od OneRepublic. Hlavní zpěvák skupiny Pearl Jam nahrál pro film novou píseň „Better Days“, která se objevila na soundtracku. Původní hudbu složil Dario Marianelli. Ve filmu také zazněla píseň od The Aplex Twin s názvem „Parallel Stripes“.